# 冒険者 (アルバム)
『冒険者』（ぼうけんしゃ）は、ロックバンド「安全地帯」のギタリスト、矢萩渉の1stアルバム。1990年10月1日にキティレコード（現：ユニバーサルミュージック）より発売。

## 解説
先行発売されたアルバム表題曲をはじめ、全10曲を収録。矢萩と共にプロデュースを行った近藤由紀夫はレコーディング・ディレクターであり、東京バナナボーイズのメンバー。

## 収録曲
- 全作曲・編曲：矢萩渉

1. 僕はmoon応答願います
  - 作詞：松井五郎
2. Night Fall 〜夜の滝〜
  - 作詞：松井五郎
3. ファイティング・ポーズ
  - 作詞：古田元彦
4. 冒険者
  - 作詞：村上明彦
  - 1stシングル
5. 夕焼け
  - 作詞：古田元彦
6. Hello
  - 作詞：古田元彦
7. 約束
  - 作詞：村上明彦
  - 1stシングルのカップリング曲。
8. KARA-KARA
  - 作詞：東純二
9. 白い森に帰る
  - 作詞：東純二
10. クジラ笑った
  - 作詞：松井五郎